# Deir Yassin
Deir Yassin (دير ياسين) était un village arabe palestinien situé à 5 km à l'ouest de Jérusalem dans la Palestine mandataire avec une population comprise entre 400 et 1200 habitants en 1948. Le village tient son nom de la présence de la mosquée d'un Cheikh Yassin dans le village. Le site de ce village fait aujourd'hui partie du quartier Givat Shaul de Jérusalem.
Le 9 avril 1948, il fut pris par l'Irgoun et le Lehi, qui y commirent un massacre et en chassèrent les habitants palestiniens. Ce massacre a fait l'objet de nombreuses polémiques, entre partisans et adversaires d'Israël. Les débats portent sur les conditions du massacre, le nombre de victimes, mais aussi sur le rôle joué par cet évènement dans l'exode des Palestiniens dans les jours qui ont suivi.

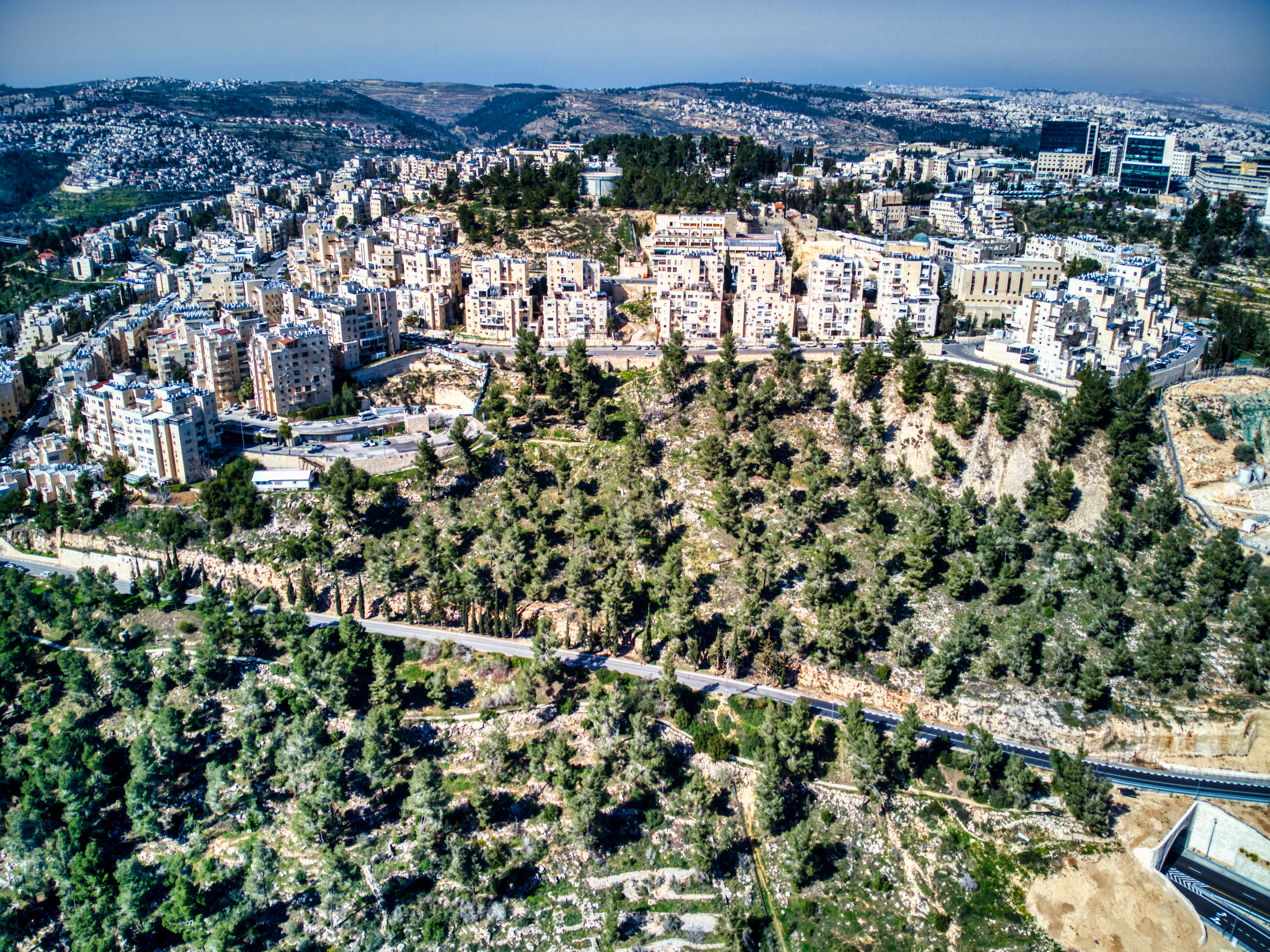
Colline de Deir Yassin, 2023.

## Nom
La première partie du nom du village, Deir, fait référence à un monastère. Selon l’historien palestinien Walid Khalidi, ce toponyme est fréquent dans les noms de lieux en Palestine et spécialement aux alentours de Jérusalem. Une grande ruine au sud-ouest de Deir Yassin est appelée "Deir".
Selon Palmer en 1881, le "Yassin" fait référence à cheikh Yassin.

## Géographie

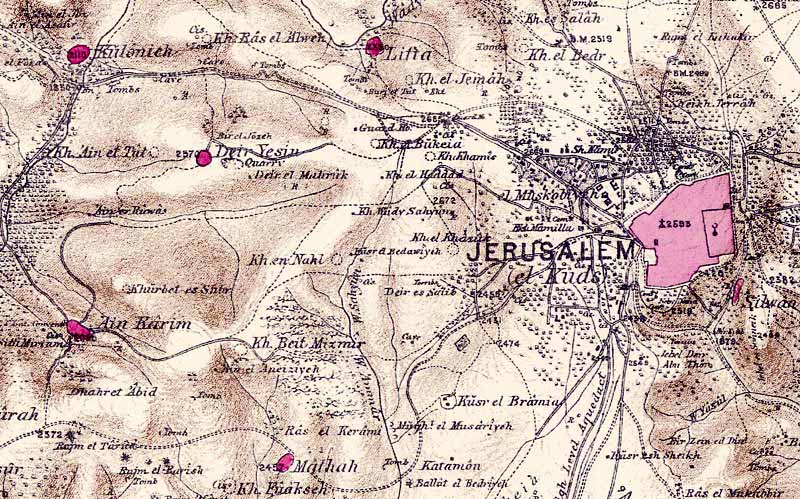
Carte montrant Deir Yassin à proximité de Jérusalem dans les années 1870.

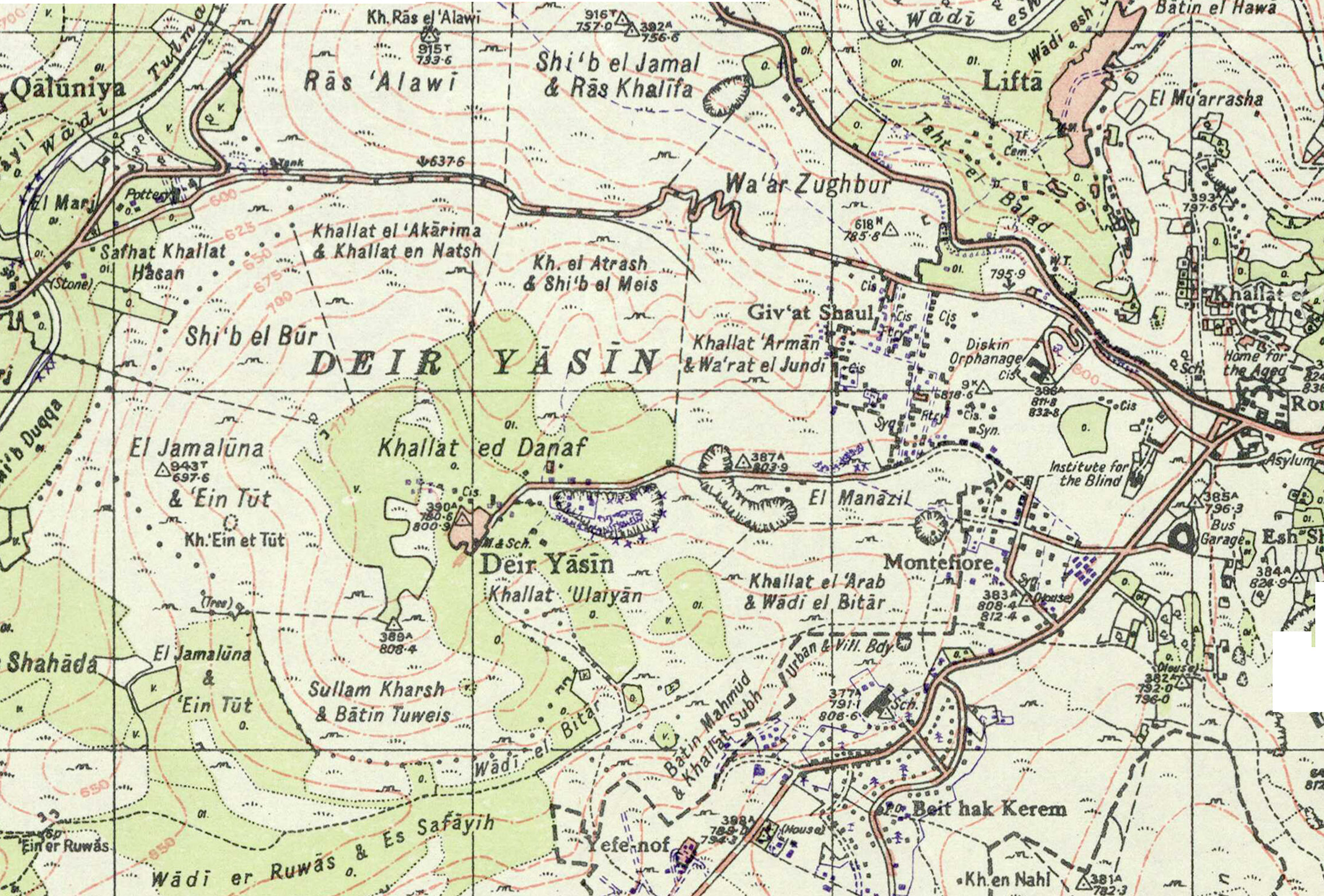
Carte de Deir Yassin et ses alentours en 1948.

Deir Yassin est construite sur le versant est d’une colline, à environ 800 m au-dessus de la mer, avec un large panorama. Il fait face aux faubourgs ouest de Jérusalem, à moins d’un kilomètre, le centre de Jérusalem étant à 5 km de Deir Yassin. Il est séparé de la ville par une vallée cultivée en terrasses plantées de figuiers, d’amandiers et d’oliviers. Une route secondaire reliant Deir Yassin aux faubourgs de Jérusalem et à la rue Jaffa, à 2 km au nord,.
La surface totale du village était de 2857 dounams (286 hectares), dont 94,5% appartenaient à des Arabes et 5,3% à des Juifs, le reste étant propriété publique. Sur cette superficie, 866 dounams (30%) (87 hectares) étaient utilisés pour la culture de céréales, appartenant principalement à des Arabes. La zone construite occupait 12 dounams.

## Démographie

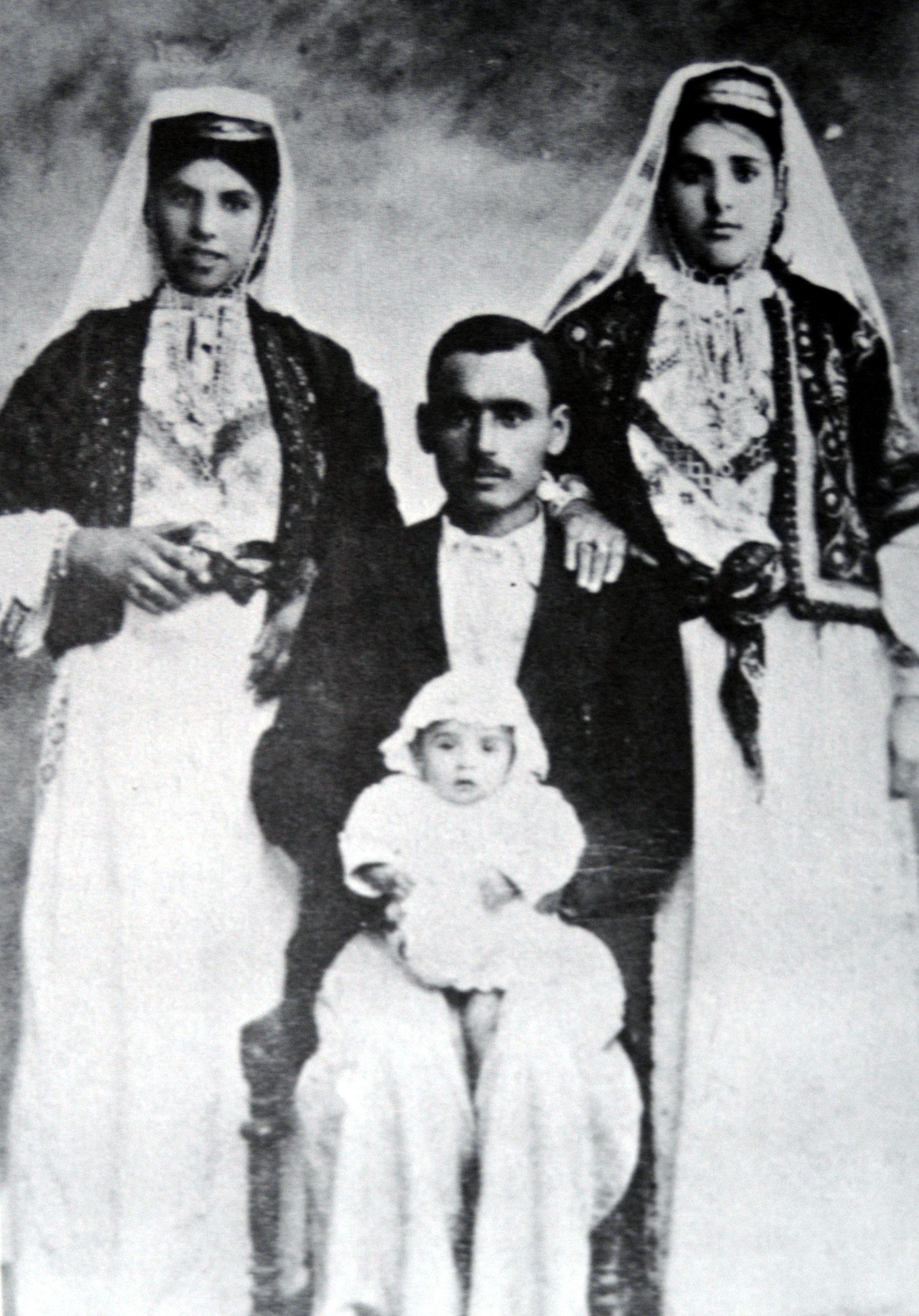
Famille de Deir Yassin, 1927.

Khirbet Ayn al-Tut, le village qui a précédé Deir Yassin, avait 39 habitants en 1596, sous l’Empire ottoman early. Dans le recensement de 1922, Deir Yassin avait 254 habitants,  population qui a augmenté à 429 dans le celui de 1931 et à 750 en 1948 ; dans le même temps, le nombre de maisons est passé de 91 à 144,. Avant sa destruction en 1948, le nombre de musulmans était estimé à 610,. Les cinq hamulas (clans) de Deir Yassin étaient les Shahada, les 'Aql, les Hamidad, les Jabir et les Jundi.

## Histoire

### Croisades et périodes ayyoubide et mamelouke
Deir Yassin est identifié à un village donné en fief à l’église du Saint-Sépulcre au XIIe siècle. En  1136 Foulques, roi de Jérusalem confirme la possession de ce casalis aux Hospitaliers de St-Jean,. Un bâtiment voûté au centre du village peut être d’origine croisée ou mamelouke. Ce bâtiment a été complètement détruit en 1948.
Tawfiq Canaan note qu’une pierre jaune, utilisée dans les ablaqs de Jérusalem, est apparemment extraite d’une carrière de Deir Yassin jusqu’à la fin du XVe siècle.

### Empire ottoman
Sous l’Empire ottoman, auquel la Palestine est rattachée en 1517, le noyau de peuplement dans la zone est Khirbet Ayn al-Tut ("La ruine de la source des mûriers"), environ 500 m à l’ouest du village détruit en 1948. En 1596, ce village fait partie de la nahié (sous-district) de Jérusalem, et du sandjak (district) de Jérusalem. Il n’y avait que sept maisons, toutes habitées par des musulmans, qui payaient des taxes sur le blé, l’orge, les oliviers pour un total de 4522 akçe. Tous les revenus étaient attribués à un waqf,
La date du déplacement du village à Deir Yassin est inconnue. Le village est nommé en l’honneur d’un certain cheikh Yassin dont la tombe se trouve dans un maqâm (sanctuaire) situé très près du village sur un emplacement élevé dominant les environs. L’auberge du village, ou madafeh, était située du côté opposé au sanctuaire.
Edward Robinson note l’existence du village en 1838 ; en 1870, une liste de villages ottomane indique 13 maisons et une population de 48 hommes (les femmes n’étant pas recensées),. En 1896, la population de Deir Yassin est estimée à 138 personnes.
Fin XIXe siècle, les maisons de Deir Yassin étaient construites en pierre. Deux sources, une au nord et l’autre au sud du village, permettait son alimentation en eau. La plupart de ces maisons aux murs épais étaient resserrées sur un petit espace appelé Hara, c’est-à-dire "quartier". Tous les habitants étaient musulmans. En 1906, une banlieue juive de Jérusalem, Givat Shaul, est construit à travers la vallée à partir de Deir Yassin. La route secondaire reliait le village à Jérusalem et la grande route vers Jaffa passait à travers Givat Shaul.

### Première Guerre mondiale et mandat britannique

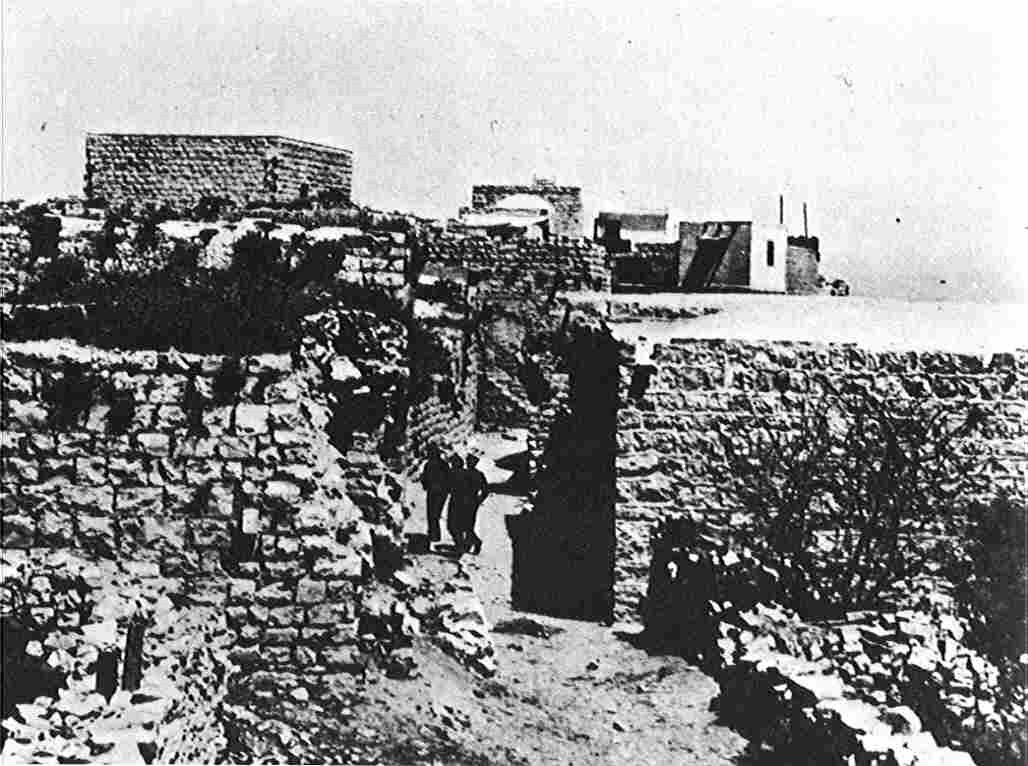
Deir Yassin dans les années 1930.

Pendant la Première Guerre mondiale, les Ottomans fortifient la colline de Deir Yassin qui est ainsi intégré au système défensif de Jérusalem. Le 8 décembre 1917, ces fortifications sont prises d’assaut par les Britanniques commandés par Edmund Allenby. Le jour suivant, Jérusalem tombe devant lui. Jusqu’aux années 1920, les habitants de Deir Yassin dépendent principalement de l’agriculture et de l’élevage, mais les vastes projets de construction à Jérusalem sous la période mandataire transforment les bases de son économie.
Les habitants de Deir Yassin prospèrent grâce à la carrière de calcaire jaune, dit mizi yahudi. L’extraction de cette pierre, appréciée pour sa résistance au climat de Jérusalem, procure de nombreux emplois. Les revenus permettent au village de construire de grandes maisons, deux écoles et des mosquées. À la fin des années 1940, quatre concasseurs de pierre fonctionnaient à Deir Yassin. Ce climat prospère favorisa l’investissement dans le transport routier, certains habitants devenant chauffeurs. En 1935, une compagnie de bus est créée en association avec le village arabe de Lifta. Deir Yassin s’étend vers le haut de la colline et vers l’Est, en direction de Jérusalem.
Au début du mandat britannique, il n’y avait pas d’école à Deir Yassin et les enfants du village allaient à Lifta ou à Qalunya. En 1943, une école primaire est construite pour les garçons, suivie d’une autre pour les filles en 1946. La directrice de l’école de filles résidait sur place et venait de Jérusalem. À cette époque, il y avait aussi une boulangerie, deux hôtels et un foyer villageois — le "Renaissance Club" — une caisse d’épargne et trois boutiques. Le village disposait aussi de quatre puits et d’une deuxième mosquée construite par Mahmud Salah, un habitant disposant d’importants revenus. Beaucoup d’habitants travaillaient hors du village dans le camp de la British Army comme serveurs, charpentiers, contremaîtres ; d’autres travaillaient dans l’administration civile, comme employés ou professeurs. Moins de 15% de la population travaillait dans l’agriculture,.
Les rapports entre Deir Yassin et ses voisins juifs avaient assez bien commencé sous les Ottomans, surtout quand les juifs yéménites, parlant l’arabe, étaient majoritaires dans la population. Ces relations se sont rapidement dégradées avec la montée du sionisme en Palestine et atteignirent un sommet durant la Grande révolte arabe de 1936-1939. Les relations s’améliorèrent cependant durant les années de boom économique de la Seconde Guerre mondiale. En 1948, Deir Yassin était un village prospère, en pleine croissance et maintenant une paix relative avec ses voisins juifs, notamment par les relations économiques.

### Avril 1948

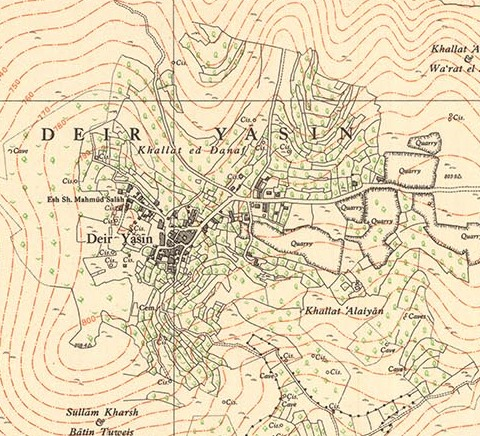
Carte de Deir Yassin dans les années 1940s, d’après Survey of Palestine.

Quand les hostilités commencent en 1948, les habitants de Deir Yassin et leurs voisins de Giv'at Shaul signent un pacte, approuvé par le quartier-général de la Haganah, pour conserver de bonnes relations, échanger des informations sur les mouvements des étrangers dans le territoire de chacun des villages, et assurer la sécurité des véhicules appartenant à chacun des villages. Les habitants de Deir Yassin ont respecté l’accord scrupuleusement, résistant aux infiltrations des combattants irréguliers arabes. Quand les milices d’extrême-droite juives de l’Irgoun et le Lehi apprirent cela, ils attaquèrent le village, le 9 avril 1948,. Cette attaque faisait néanmoins partie du plan général de l’opération Nachshon, partie du plan Daleth, ce dont David Shaltiel, chef de la Haganah de Jérusalem informa les groupes paramilitaires, et qu’il n’avait pas d’objection à leur attaque. De plus, il fournit des munitions aux milices et une couverture d’artillerie (par mortiers). Il s’agit donc d’une attaque coordonnée de toutes les milices juives.
Dans un premier temps, l’assaut est repoussé, les assaillants ayant 40 blessés. L’intervention d’une unité du Palmach, appuyée de mortiers, permit seule la conquête du village. Les maisons furent détruites, avec leurs habitants à l’intérieur, et des personnes exécutées : 107 villageois, dont des femmes et des enfants, furent tués. Les survivants furent transportés en camions vers Jérusalem pour participer à un défilé de la victoire, au milieu des acclamations des Juifs de Jérusalem, selon l’histoire officielle de la Haganah. Après le défilé, les prisonniers auraient été ramenés au village et exécutés. Un autre groupe de 70 femmes et enfants ont été remis à l’armée britannique à Jérusalem. Quelques sources indiquent d’autres violences de la part des hommes du Lehi. Quatre hommes du Lehi et de l’Irgoun ont été tués.
Le 11 avril, la Haganah prend formellement possession du village, déclarant qu’elle « protégeait les propriétés ».
Le massacre a été condamné par les principales autorités sionistes, Haganah, Agence juive et rabbinat. Le 10 avril, Albert Einstein écrit une lettre très critique aux Amis américains des combattants pour la liberté d’Israël (la section américaine du Lehi) refusant de leur fournir de l’aide ou de les soutenir dans leur levée de fonds,. Le 2 décembre 1948, plusieurs juifs américains connus signèrent une tribune dans le New York Times critiquant Menahem Begin et le massacre de Deir Yassin.

### Après 1948
Après la guerre, Deir Yassin est intégré dans Israël. En 1949, le quartier juif de Givat Shaul Bet est construit sur les terres de Deir Yassin, malgré les protestations de quatre universitaires israéliens auprès de David Ben Gourion,. Plusieurs centaines d’immigrants sont installés dans le quartier, et plusieurs ministres, des rabbins et le maire juif de Jérusalem étaient présents à la cérémonie d’inauguration. En 1951, le hôpital psychiatrique Kfar Shaul (en) est construit dans le village même, en utilisant des maisons abandonnées. En 1980, les ruines du village ont été détruites au bulldozer pour permettre la construction d’un nouveau quartier juif orthodoxe. Au début des années 1980, c’est dans le cimetière de Deir Yassin que le bulldozer passe pour faire la place à une nouvelle autoroute.
En 1992, l’historien palestinien Walid Khalidi écrit :
« Beaucoup de maisons du village sur la colline sont toujours debout et ont été intégrées à un hôpital psychiatrique israélien installé ici. Des maisons hors de l’enceinte de l’hôpital sont utilisées comme habitations ou par des commerces, ou comme entrepôts. Il y a des caroubiers et des amandiers, et des souches d’oliviers. Il y a des puits au sud-ouest du village. Le vieux cimetière du village, au sud-est, n’est plus entretenu et est menacé par les décombres d’une rocade construite sur la colline de Deir Yassin. Un grand cyprès se dresse encore au milieu du cimetière,. »
Selon Morris, les massacres de Deir Yassin sont considérés comme un des deux évènements principaux qui ont conduit à l’exode de plus de 700 000 Palestiniens en 1948, avec la prise d’Haïfa. La nouvelle du massacre, amplifiée par les médias arabes, ont semé la peur et la panique chez les Arabes de Palestine, qui ont quitté leurs maisons de plus en plus nombreux.
En 1998, le nombre de réfugiés descendants des habitants de Deir Yasin est estimé à 4 345.

## Galerie

Ruines du village, photographiées par Daniel A. McGowan.
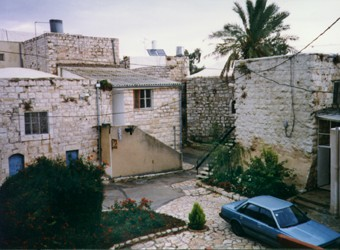
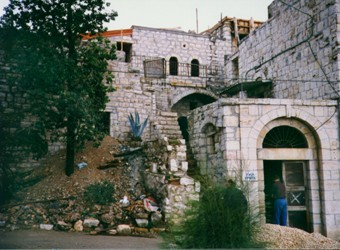
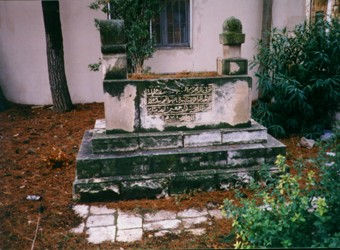
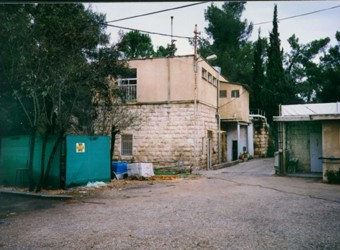
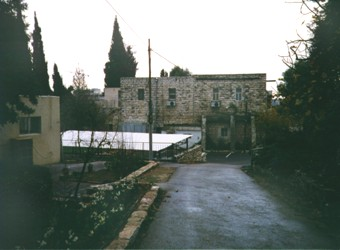
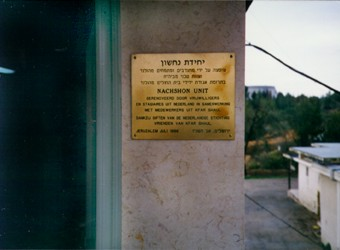
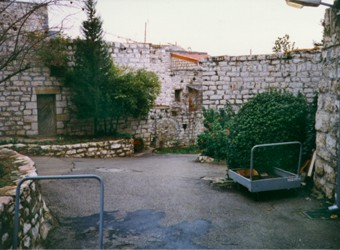
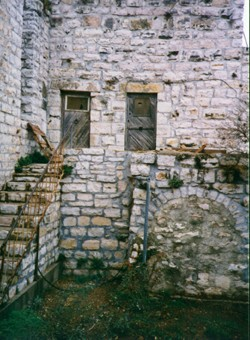
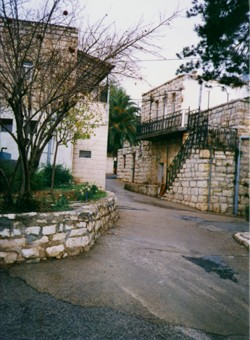
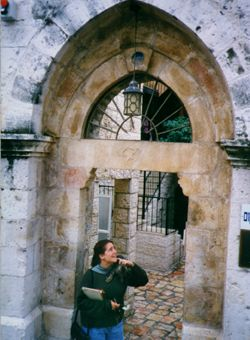

- Ruines du village, photographiées par Daniel A. McGowan (en).